# Ефремов, Давид Александрович
Дави́д Алекса́ндрович Ефре́мов (род. 15 января 1999) — казахстанский легкоатлет, специалист по барьерному бегу и спринту. Выступает за сборную Казахстана по лёгкой атлетике с 2018 года, чемпион Азии в помещении, многократный победитель первенств национального значения, действующий рекордсмен Азии в эстафете 4 × 200 метров в помещении и рекордсмен Казахстана в эстафете 4 × 400 метров на открытом стадионе. Представляет Караганду. Мастер спорта Республики Казахстан.

## Биография
Давид Ефремов родился 15 января 1999 года. Занимался лёгкой атлетикой в Караганде, проходил подготовку под руководством тренера Николая Ивановича Барсанова.
Успешно выступал на соревнованиях национального уровня начиная с 2016 года.
В январе 2018 года на зимнем чемпионате Казахстана в Усть-Каменогорске вместе с партнёрами по карагандинской команде Виталием Земсом, Владиславом Григорьевым и Вячеславом Земсом одержал победу в зачёте эстафеты 4 × 200 метров и установил ныне действующий рекорд Азии в данной дисциплине — 1:26.70. Помимо этого, выиграл бег на 110 метров с барьерами на летнем чемпионате Казахстана в Алма-Ате, завоевал бронзовую награду на юниорском азиатском первенстве в Гифу, выступил на юниорском мировом первенстве в Тампере и на Азиатских играх в Джакарте.
На чемпионате Казахстана 2019 года победил сразу в трёх дисциплинах: 110-метровом барьерном беге, эстафете 4 × 100 метров и смешанной эстафете 4 × 400 метров. В составе казахстанской сборной принимал участие в чемпионате Азии в Дохе, где в финале барьерного бега стал шестым. Будучи студентом, представлял страну на Всемирной Универсиаде в Неаполе — в беге на 110 метров с барьерами не смог преодолеть предварительный квалификационный этап, тогда как в программе эстафеты 4 × 400 метров вместе с соотечественниками Вячеславом Земсом, Андреем Соколовым и Михаилом Литвиным занял в финале восьмое место и установил ныне действующий рекорд Казахстана — 3:07.66.
В 2020 году среди прочего выиграл бег на 60 метров с барьерами на зимнем чемпионате Казахстана в Усть-Каменогорске.
В 2021 году на зимнем чемпионате Казахстана в Усть-Каменогорске получил золотые награды в барьерном беге на 60 метров и эстафете 4 × 200 метров, в то время как на летнем чемпионате Казахстана в Алма-Ате выиграл барьерный бег на 110 метров.
В 2022 году вновь стал чемпионом Казахстана в беге на 60 и 110 метров с барьерами, а также в эстафете 4 × 200 метров. Бежал 60 метров с барьерами на чемпионате мира в помещении в Белграде — на предварительном квалификационном этапе был дисквалифицирован за фальстарт. Отметился выступлением на Играх исламской солидарности в Конье, где стал четвёртым в беге на 110 метров с барьерами и пятым в эстафете 4 × 400 метров.
В 2023 году в 60-метровом барьерном беге выиграл зимний чемпионат Казахстана в Астане и чемпионат Азии в помещении в Астане.